# Takahiro Iida
Takahiro Iida (飯田 貴敬 Iida Takahiro?, Sakuragawa, Ibaraki, 31 de agosto de 1994) es un futbolista japonés que juega como defensa en el Mito HollyHock de la J2 League.

## Trayectoria

### Clubes
| Club                    | País  | Año       |
| ----------------------- | ----- | --------- |
| Shimizu S-Pulse         | Japón | 2017-2019 |
| Kyoto Sanga F. C.       | Japón | 2020-2024 |
| Omiya Ardija (cedido)   | Japón | 2023      |
| Ventforet Kofu (cedido) | Japón | 2024      |
| Mito HollyHock          | Japón | 2025-     |